# Kaoru Kadohara
Kaoru Kadohara (門原 かおる, Kadohara Kaoru, 25 mei 1970) is een Japans voormalig voetbalster.

## Carrière
Zij speelde voor onder meer Matsushita Electric Panasonic Bambina (later Konomiya Speranza Osaka-Takatsuki).
Kadohara nam met het Japans vrouwenvoetbalelftal deel aan de wereldkampioenschappen in 1995, maar zij kwam tijdens dit toernooi niet in actie. Japan werd uitgeschakeld in de eerste knock-outronde door de Verenigde Staten. Zij nam met het Japans vrouwenelftal deel aan de Olympische Zomerspelen in 1996. Zij speelde de wedstrijden tegen Noorwegen. Japan werd uitgeschakeld in de groepsfase.

## Statistieken
| Japans vrouwenvoetbalelftal | Japans vrouwenvoetbalelftal | Japans vrouwenvoetbalelftal |
| Jaar                        | Wed.                        | Dlp.                        |
| --------------------------- | --------------------------- | --------------------------- |
| 1993                        | 4                           | 1                           |
| 1994                        | 2                           | 0                           |
| 1995                        | 2                           | 0                           |
| 1996                        | 4                           | 0                           |
| Totaal                      | 12                          | 1                           |